# Sinclair Research
Sinclair Research Ltd — британская компания по производству различных радиоэлектронных устройств бытового применения, основанная Клайвом Синклером в Кембридже.
Основной упор Синклер всегда делал на разработку дешёвой, легко продаваемой электроники. От всех своих разработок он стремился добиться минимальных габаритов и минимальной цены. Но несмотря на столь альтруистичный подход, ему удалось заработать и деньги, и славу.
В 1981 году королева Великобритании даже пожаловала Синклеру титул рыцаря — за изобретения, которые прославили английскую корону.

## Предыстория

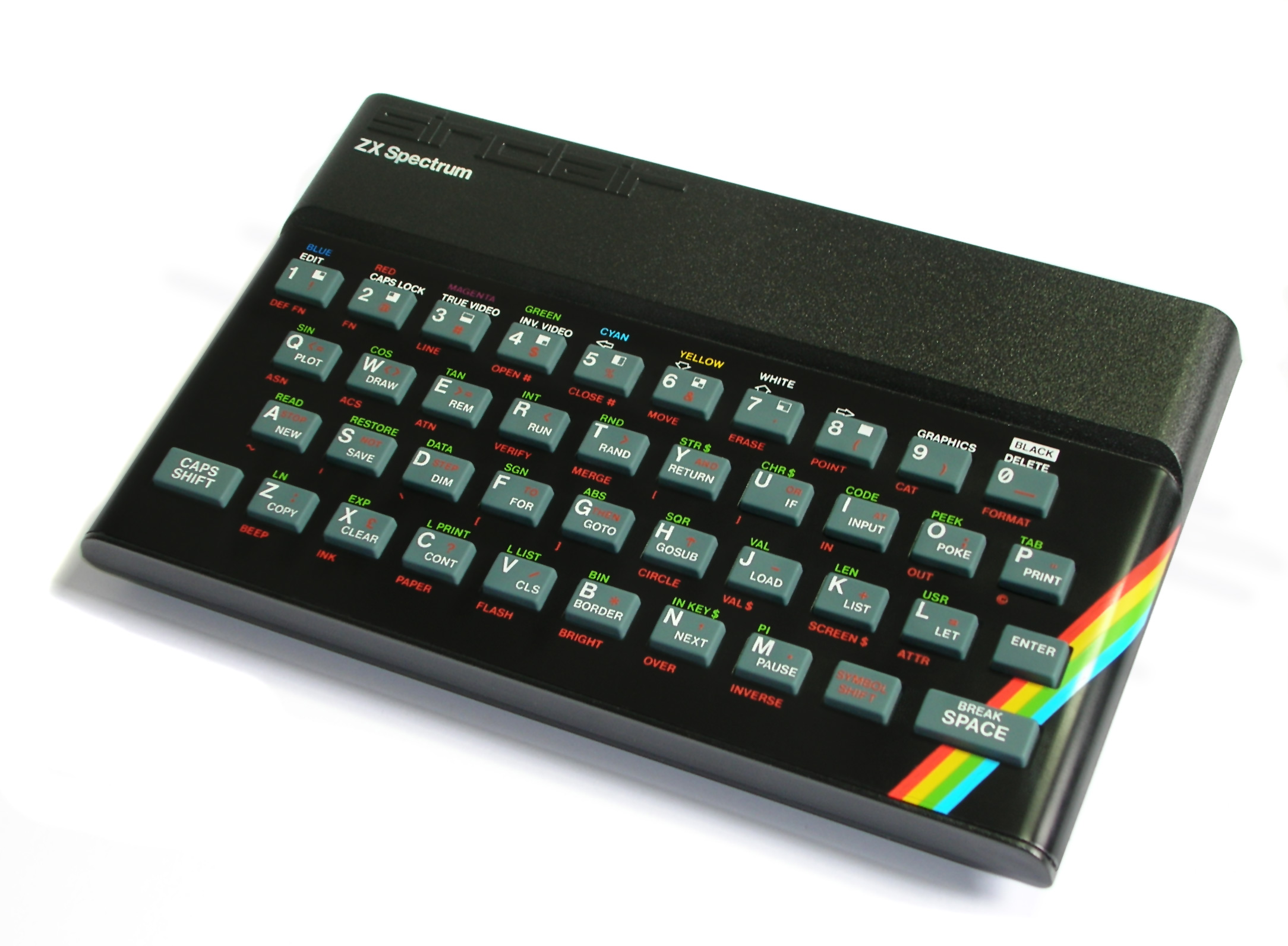
Синклеровский домашний компьютер «Спектрум». 1982

25 июля 1961 года Клайв Синклер основал Sinclair Radionics — компанию, занимавшуюся разработкой усилителей, колонок, радиоприёмников, калькуляторов и научного оборудования. Компания также производит комплекты деталей для сборки радиоприёмников и усилителей звука. У компании стремительно растёт репутация пионера в бытовой электронике.
С 1972 года компания производит электронные часы, портативные телевизоры и инструменты.
В сентябре 1973 Синклер купил компанию Ablesdeal Ltd, чтобы избежать задержек при необходимости отделения собственных проектов от Sinclair Radionics.
Здравость этого решения подтвердилась, когда задержки, связанные с проектом Black Watch, привели Sinclair Radionics к необходимости искать дополнительные средства для завершения проекта мини-телевизора, работы над которым велись в течение десяти лет.
В феврале 1975 Синклер изменил название Ablesdeal на Westminster Mail Order Ltd, которое затем было изменено на Sinclair Instrument Ltd в августе 1975.
В августе 1976 National Enterprise Board выкупила 73% Sinclair Radionics за 650 000 £.
Синклер понял, что неудобно делить управление «своей» компанией с National Enterprise Board, и переключил внимание на Sinclair Instrument, а также убедил перейти туда Криса Карри, работавшего на Radionics с 1966.
Для улучшения своего финансового состояния Sinclair Instrument наспех разработала портативный Wrist Calculator, который на удивление хорошо продавался.
В июле 1977 Sinclair Instrument Ltd была переименована в Science of Cambridge Ltd.
Примерно в это же время Ян Вильямсон показал Карри прототип компьютера, построенного на микропроцессоре SC/MP производства National Semiconductor и некоторых запчастях, вытащенных из калькулятора Синклера, «Cambridge».
Карри впечатлился и склонил Синклера к адаптации этой разработки в качестве собственного продукта; соглашение с Вильямсоном было достигнуто, однако контракт подписан не был — National Semiconductor предложила перепроектировать проект для использования только собственных компонентов и производить печатные платы.
Карри принял предложение и в июне 1978 Science of Cambridge выпустила микрокомпьютер MK14, основанный на микропроцессоре SC/MP.

## Создание ZX80
В июле 1978 года Sinclair Radionics начала компьютерный проект.
Когда Синклер понял, что Grundy NewBrain не удастся продавать дешевле сотни фунтов, его мысли переключились на ZX80.
Джим Вествуд занимался разработкой ZX80 в Science of Cambridge.
Sinclair ZX80 был выпущен в феврале 1980 года и стоил 79,95 фунтов в виде набора для сборки и 99,95 фунтов в готовом виде. Это был первый компьютер в мире стоимостью ниже 100 фунтов стерлингов. Его размеры были 9×7×2" (218×170×50 мм), а весил он 340 граммов.

## Появление Sinclair Research Ltd
В ноябре Science of Cambridge была переименована в Sinclair Computers Ltd.
В марте 1981 Sinclair Computers была переименована в Sinclair Research Ltd, а ZX81 выпущен на рынок по цене £49.95 в виде набора для сборки и £69.95 в готовом виде.
В феврале 1982 компания Timex приобрела права на производство и продажу продукции Синклера в США.
В апреле Sinclair Research выпустила версию ZX Spectrum ZX82 по цене в £125 за версию с 16К ОЗУ и £175 за версию с 48К ОЗУ.
За два года было произведено более миллиона этих устройств. Этот компьютер побил все рекорды продаж на десятилетия вперёд. «© 1982 Sinclair Research Ltd». Именно эта надпись служила заставкой при включении Спектрума — компьютера, который разработала и начала производить компания Sinclair.
В июле Timex выпустила TS1000 — вариант ZX81 — в США.
В январе 1983 Спектрум был представлен на Consumer Electronics Show в Лас-Вегасе.
В сентябре Синклер выпустил карманный телевизор с плоским экраном.
Sinclair QL был выпущен в 1984.
В мае Sinclair Research Ltd получила 13 тысяч заказов, однако выполнила всего несколько сотен.
Полностью функционирующие версии QL не были доступны до конца лета.
Синклер был раскритикован ассоциацией рекламодателей.
Spectrum+ был выпущен в октябре и сразу поступил на прилавки, в ожидании хороших продаж по случаю Рождества.
Однако он не продавался так хорошо, как планировалось; большое количество машин продолжало оставаться на прилавках реселлеров, и доход Sinclair Research резко упал.
Sinclair C5 был выпущен 10 января 1985.
Темпы его продажи не оправдали надежд и 13 августа производство было остановлено.
C5 и проблемы с QL и плоским телевизором подорвали доверие инвесторов в Sinclair Research.
28 мая 1985 года Синклер анонсировал желание реструктурировать компанию, на что требовались дополнительные 10-15 миллионов фунтов.
Учитывая потерю доверия со стороны инвесторов, это оказалось невыполнимой задачей.
В 1986 Синклер продал права на всю линейку компьютеров компании Amstrad (эта сделка не касалась самой компании, а только прав на продукцию).

## Sinclair Research сегодня
Sinclair Research продолжает существовать, а её основатель — заниматься исследовательской деятельностью.
В 2003 была выпущена инвалидная коляска Sinclair ZA20, разработанная совместно с гонконгской компанией Daka Design; это партнёрство привело также к появлению подводного скутера Sea-Doo.
Недавно Сэр Клайв анонсировал выпуск в 2005 ожидаемого многие годы продукта: A-Bike, предположительно самого лёгкого велосипеда в мире с телескопической рамой, делающей его достаточно компактным для переноса в сумке или рюкзаке.
Этот проект также разрабатывается совместно с Daka Design.
Продукция Синклера была типичной для Британии того времени: иногда крайне успешной, иногда коммерчески неудачной.
Часть продукции Синклера была также недоработанной и, иногда, ненадёжной: наручные часы со встроенным калькулятором, например, потребляли столько энергии, что, зачастую, заряд аккумуляторов заканчивался ещё до продажи экземпляра.
Компьютеры серии ZX, несмотря на фантастический успех, были также известны различными ошибками как в "железе", так и в программном обеспечении.
Ранние продукты Синклера, как правило, пользуются огромным спросом по прошествии времени.
Цена ZX80 в наши дни, например, доходит до двухсот фунтов.
Линейка калькуляторов тоже популярна среди коллекционеров, как и самодельные наручные часы.